# Стэнли-парк
Стэнли-парк (англ. Stanley Park) — городской парк, расположенный в Ванкувере, крупнейшем городе канадской провинции Британская Колумбия. Парк, представляющий собой вечнозелёный оазис на границе с деловым центром города, занимает площадь в 404,9 гектара, что соответствует половине площади Ричмонд-парка в Лондоне (Великобритания) и на 10 % больше, чем площадь Центрального Парка в Нью-Йорке. В 1888 году парк был открыт мэром Ванкувера Дэвидом Оппенгеймером, который назвал его в честь лорда Фредерика Артура Стэнли, 6-го генерал-губернатора Канады.
На территории парка находится огромное количество разнообразных статуй, скульптур и памятников, которые увековечивают разных людей и события. Среди них памятник лорду Стэнли, поэту Роберту Бёрнсу, президенту Уоррену Хардингу. Можно увидеть старинные ярко раскрашенные индейские тотемные столбы. В 2006 году руководство парка приняло решение не размещать здесь более никаких дополнительных статуй и памятников.
Парк является одной из главных туристских достопримечательностей Ванкувера. По парку проложены дорожки и прогулочные тропы, общая длина которых составляет 250 км, а самая длинная из них протянулась на 8,8 км по периметру парка. В парке множество искусственных озер и прудов, спортивных площадок и полей. Парк также имеет птичий заповедник (англ. sanctuary). Ежегодно 8 миллионов человек посещают парк.

## Галерея
- Лагуна
- Закат в парке Стэнли
- Памятник лорду Стэнли
- Девушка в гидрокостюме
- Памятник шотландскому поэту Роберту Бёрнсу
- Мост Лайонс-Гейт «Ворота Льва»
- Тотемы